# Achada Costa
Achada Costa es una localidad caboverdiana del municipio de São Lourenço dos Órgãos.

## Geografía
La localidad está situada en la isla Santiago.

## Organización territorial
La localidad abarca los lugares y barrios de:
- Aldeia
- Cassengal
- Chã de Cavalo
- Chã Moreira
- Covão Dentro
- Lém da Veiga
- Lém Ramo
- Rabo Lapa